# Roșia-Jiu
Roșia-Jiu – wieś w Rumunii, w okręgu Gorj, w gminie Fărcășești. W 2011 roku liczyła 595 mieszkańców.